# Elo (chanteur)
Pour les articles homonymes, voir Elo.
 (février 2025).
La mise en forme du texte ne suit pas les recommandations de Wikipédia : il faut le « wikifier ».
Les points d'amélioration suivants sont les cas les plus fréquents. Le détail des points à revoir est peut-être précisé sur la page de discussion.
- Les titres sont pré-formatés par le logiciel. Ils ne sont ni en capitales, ni en gras.
- Le texte ne doit pas être écrit en capitales (les noms de famille non plus), ni en gras, ni en italique, ni en « petit »…
- Le gras n'est utilisé que pour surligner le titre de l'article dans l'introduction, une seule fois.
- L'italique est rarement utilisé : mots en langue étrangère, titres d'œuvres, noms de bateaux, etc.
- Les citations ne sont pas en italique mais en corps de texte normal. Elles sont entourées par des guillemets français : « et ».
- Les listes à puces sont à éviter, des paragraphes rédigés étant largement préférés. Les tableaux sont à réserver à la présentation de données structurées (résultats, etc.).
- Les appels de note de bas de page (petits chiffres en exposant, introduits par l'outil «  Source ») sont à placer entre la fin de phrase et le point final[comme ça].
- Les liens internes (vers d'autres articles de Wikipédia) sont à choisir avec parcimonie. Créez des liens vers des articles approfondissant le sujet. Les termes génériques sans rapport avec le sujet sont à éviter, ainsi que les répétitions de liens vers un même terme.
- Les liens externes sont à placer uniquement dans une section « Liens externes », à la fin de l'article. Ces liens sont à choisir avec parcimonie suivant les règles définies. Si un lien sert de source à l'article, son insertion dans le texte est à faire par les notes de bas de page.
- La présentation des références doit suivre les conventions bibliographiques. Il est recommandé d'utiliser les modèles {{Ouvrage}}, {{Chapitre}}, {{Article}}, {{Lien web}} et/ou {{Bibliographie}}. Le mode d'édition visuel peut mettre en forme automatiquement les références.
- Insérer une infobox (cadre d'informations à droite) n'est pas obligatoire pour parachever la mise en page.

Pour une aide détaillée, merci de consulter Aide:Wikification.
Si vous pensez que ces points ont été résolus, vous pouvez retirer ce bandeau et améliorer la mise en forme d'un autre article.
 (février 2025).
Oh Min-taek (hangeul: 오민택; né le 11 février 1991), mieux connu par son nom de scène Elo (hangeul: 엘로), est un chanteur sud-coréen. Il sort son premier album Eight Femmes le 26 août 2016.

## Discographie

### Extended plays
| Titre        | Détails sur l'album                                                                | Meilleure position | Ventes      |
| Titre        | Détails sur l'album                                                                | COR                | Ventes      |
| ------------ | ---------------------------------------------------------------------------------- | ------------------ | ----------- |
| Eight Femmes | - Date de sortie: 26 août 2016 - Label: AOMG, CJ E&M - Formats: CD, téléchargement | 29                 | - COR: 826+ |

### Singles
| Titre                                                | Année                        | Meilleure position           | Album                        |
| Titre                                                | Année                        | COR                          | Album                        |
| En tant qu'artiste principal                         | En tant qu'artiste principal | En tant qu'artiste principal | En tant qu'artiste principal |
| ---------------------------------------------------- | ---------------------------- | ---------------------------- | ---------------------------- |
| "Blur" feat. Loco                                    | 2013                         | —                            | Non-album singles            |
| "Denim Heather T-Shirts" feat. Crush                 | 2013                         | —                            | Non-album singles            |
| "Parachute" feat. Gray                               | 2013                         | —                            | Eight Femmes                 |
| "Your Love" feat. The Quiett                         | 2015                         | —                            | Non-album single             |
| "Wax Mannequeen"                                     | 2016                         | —                            | Eight Femmes                 |
| "F.W.B (Friends With Benefits)" feat. Hoody          | 2016                         | —                            | Eight Femmes                 |
| "Tattoo" feat. Jay Park                              | 2016                         | —                            | Eight Femmes                 |
| "Rose"                                               | 2016                         | —                            | Eight Femmes                 |
| En featuring                                         |                              |                              |                              |
| "Blink" (깜빡) [Remix] Gray feat. Crush, Elo & Jinbo | 2013                         | —                            | Non-album singles            |
| "Good" Loco & Gray feat. Elo                         | 2016                         | 1                            | Non-album singles            |
| "—" signifie que le morceau ne s'est pas classé.     |                              |                              |                              |

### Autres apparitions
| Année | Titre                                         | Artiste(s)                        |
| ----- | --------------------------------------------- | --------------------------------- |
| 2013  | "Confessions"                                 | Swings feat. Elo                  |
| 2013  | "Ceremony"                                    | G-Slow feat. Loco, Rhyme-A- & Elo |
| 2014  | "Growing Up" (적응)                           | Loco feat. Elo                    |
| 2015  | "Lonely Night"                                | Simon Dominic & Gray feat. Elo    |
| 2015  | "What The Hell"                               | Sik-K feat. Donutman & Elo        |
| 2016  | "Postive" (긍정)                              | Owen Ovadoz feat. Elo & L.I.V.E.  |
| 2016  | "Turn Off Your Phone" (전화기를 꺼놔) [Remix] | Jay Park feat. Elo                |
| 2016  | "Lust"                                        | Hoody feat. Elo                   |